# Алахвердиев, Арсен Шахламазович
 Арсен Шахламазович Алахвердиев (24 января 1949, село Архит, Дагестанская АССР) — советский борец вольного стиля, серебряный призёр олимпийских игр, серебряный призёр чемпионата мира, обладатель кубка мира, трёхкратный чемпион Европы, чемпион и неоднократный призёр чемпионатов СССР. Заслуженный мастер спорта СССР (1973). Заслуженный работник культуры Дагестана. (1972)

## Биография
Родился в 1949 году в селе Магарамкент[где?], в 1966 году окончил Хивскую среднюю школу.. Борьбой занимался с 1964 года. Тренировался у Арменака Карапетяна.
Впервые достиг успеха на чемпионате СССР в Новосибирске в 1970 году, оставшись четвёртым, в 1971 году занял третье место, а в 1972 — второе.
Был включён в олимпийскую команду. На Летних Олимпийских играх 1972 года в Мюнхене боролся в весовой категории до 52 килограммов (наилегчайший вес). Победитель определялся по минимальному количеству штрафных баллов: за чистую победу (туше) штрафные баллы не начислялись, за победу по решению судей начислялись 0,5 или 1 штрафной балл; за чистое поражение начислялись 4 штрафных балла, за поражение по очкам начислялись 3 штрафных балла, за ничью 2 штрафных балла. Спортсмен, получивший до финальных схваток 6 штрафных баллов, выбывал из турнира.
В схватках:
- в первом круге выиграл решением судей у Мохаммада Аррефа (Афганистан), получив 1 штрафной балл;
- во втором круге выиграл решением судей за явным преимуществом у Ванельге Кастильо (Панама), получив 0,5 штрафных балла;
- в третьем круге выиграл решением судей у Доржовдина Гамбата (Монголия) и получил 1 штрафной балл;
- в четвёртом круге на 2-й минуте тушировал Винченцо Грасси (Италия);
- в пятом круге в схватке с Петре Чорну (Румыния) была зафиксирована ничья, принесшая 2 штрафных балла;
- в шестом круге выиграл решением судей у Судеша Кумара (Индия) и получил 1 штрафной балл.[4]

Таким образом, советский борец вышел в финальный раунд соревнований, имея 5,5 штрафных балла, при этом главный конкурент Киёми Като (Япония), блестяще выступивший на соревнованиях, имел всего 1,5 штрафных балла.
В финальной части турнира в схватке с Ким Гван Хёном (КНДР) была зафиксирована ничья, в последней схватке проиграл по очкам Киёми Като и получил «серебро».
В 1975 году, уже будучи трёхкратным чемпионом Европы, серебряным призёром чемпионата мира и олимпийских игр, обладателем Кубка мира, стал наконец чемпионом СССР, выиграв Спартакиаду народов СССР, соревнования, которые имели статус чемпионата СССР.

## Личная жизнь
Окончил Дагестанский государственный технический институт (1971)
Является отцом Велихана Алахвердиева, российского борца, призёра чемпионатов Европы.